# 7714 Briccialdi
7714 Briccialdi este o planetă minoră (asteroid), cu un diametru de 2,891 km, din centura de asteroizi. A fost descoperită pe 9 februarie 1996 la osservatorio astronomico Santa Lucia Stroncone⁠(d) de osservatorio astronomico Santa Lucia Stroncone⁠(d) și a fost numită după Giulio Briccialdi⁠(d). 
Obiectul prezintă o orbită caracterizată de o semiaxă mare de 2,2744598 UAi, o excentricitate de 0,15, o înclinație de 1,48022 ° în raport cu ecliptica.